# Peter Gercken
Peter Gercken, auch Petrus Gerken, Gerkens (* wohl in Hagenow; † 10. April 1545 in Lübeck) war ein deutscher Kleriker, Sekretär des Hansekontors in Bergen und Domherr.

## Leben
Peter Gercken war ein jüngerer Bruder des Lübecker Ratsherrn Joachim Gercken, welcher der Korporation der Lübecker Bergenfahrer angehörte und im Lübecker Rat 1531 zu einem der Bürgermeister der Stadt bestimmt wurde. Peter Gercken wurde im Wintersemester 1519/1520 an der Universität Rostock zum Bakkalaureus promoviert. Er war Magister und Kleriker des Bistums Schwerin.
1530 war er Inhaber einer Vikarie an der Marienkirche. Von 1534 bis 1537 war Peter Gercken Sekretär der Bergenfahrer wie zuvor sein tragisch ermordeter Neffe Peter Kock († 1526). In der Zwischenzeit war das Amt des Sekretärs nicht besetzt. Infolge der Wirren von Grafenfehde und Wullenwever-Zeit reiste er (vergeblich) als Vertreter des Bergener Kontors zum (abgesagten) dänischen Reichsrat 1534, auf dem die Königswahl angesetzt war, und 1535 zum Hansetag in Lüneburg. Seine bis 1537 zinsfreie Präbende an der Lübecker Marienkirche wurde von seinem Bruder 1538 verzinslich gestellt, so dass er 1538 jedenfalls aus dem Dienst des Kontors ausgeschieden sein dürfte. Im Privilegienbuch der Lübecker Bergenfahrer finden sich mehrere von ihm beglaubigte Abschriften von Dokumenten, in denen er sich selbst als Kleriker der Diözese Ratzeburg bezeichnet. Sein Nachfolger als Sekretär in Bergen wurde 1538 der Magister Christian Heyster.
1535 besaß er eine Kleine Präbende am Lübecker Dom. 1536 erhielt er die Possession auf die Option der Großen Präbende des Franciscus Grambeke und wurde damit Domherr. Er residierte von 1540 bis zu seinem Tod. Ausweislich der durch Jacob von Melle dokumentierten, aber nicht erhaltenen Figurengrabplatte wurde Peter Gercken als Domherr des Lübecker Domkapitels im Lübecker Dom bestattet. Sein Präbende ging an Vicco Meineke.